# Vuelta al Táchira 1992
La 27ª edición de la Vuelta al Táchira se disputó desde el 18 hasta el 27 de septiembre de 1992.
Perteneció al calendario de la Federación Venezolana de Ciclismo. El recorrido contó con 10 etapas y 1342 km, transitando por los estados Carabobo, Lara, Zulia, Trujillo, Mérida y Táchira.
El ganador fue el venezolano Luis Barroso del equipo Selle Italia, quien fue escoltado en el podio por Josué López y Santiago Amador.
Las clasificaciones por equipos la ganó Selle Italia.

## Equipos participantes
Participaron varios equipos conformados por entre 6 y 8 corredores, con equipos de Venezuela, Ecuador, Cuba y Colombia.
| - Lotería del Táchira - Lotería del Táchira B - Club Cadafe - Harina Juana - Gobernación de Trujillo - Gobernación de Táchira | - Selección de Colombia - Café de Colombia - Selección de Cuba - Selle Italia |

## Etapas
| Etapa | Fecha            | Recorrido                                | Km  | Ganador          | Lider          |
| 1ª    | 18 de septiembre | Valencia - Barquisimeto                  | 189 | Danny Yépez      | Danny Yépez    |
| 2ª    | 19 de septiembre | Carora - Valera                          | 146 | Pastor Linares   | Pastor Linares |
| 3ª    | 20 de septiembre | Caja Seca - Santa Bárbara                | 150 | Fabio Moreno     | Josué López    |
| 4ª    | 21 de septiembre | Santa Bárbara - Mérida                   | 145 | Josué López      | Josué López    |
| 5ª    | 22 de septiembre | Circuito en Mérida - Tovar               | 101 | Nelson Rodríguez | Josué López    |
| 6ª    | 23 de septiembre | Tovar - Zea - La Grita                   | 137 | Israel Ochoa     | Josué López    |
| 7ª    | 24 de septiembre | La Fría - Colón                          | 132 | Josué López      | Josué López    |
| 8ª    | 25 de septiembre | Táriba - Ureña - Capacho Nuevo           | 146 | Luis Barroso     | Luis Barroso   |
| 9ª A  | 26 de septiembre | CRI en San Cristóbal                     | 17  | Oleg Chuzhda     | Luis Barroso   |
| 9ª B  | 27 de septiembre | Circuito en San Cristóbal                | 78  | Sergio González  | Luis Barroso   |
| 10.ª  | 26 de septiembre | San Cristóbal - El Piñal - San Cristóbal | 124 | Miguel Sanabria  | Luis Barroso   |

## Clasificaciones

### Clasificación general
| Posición | Ciclista        | Equipo                | Tiempo |
|          | Luis Barroso    | Selle Italia          |        |
| 2º       | Josué López     | Selección de Colombia |        |
| 3º       | Santiago Amador | Selección de Colombia |        |
| 4º       | Bandera de ?    | Bandera de ?          |        |
| 5º       | Bandera de ?    | Bandera de ?          |        |
| 6º       | Bandera de ?    | Bandera de ?          |        |
| 7º       | Bandera de ?    | Bandera de ?          |        |
| 8º       | Bandera de ?    | Bandera de ?          |        |
| 9º       | Bandera de ?    | Bandera de ?          |        |
| 10º      | Bandera de ?    | Bandera de ?          |        |

### Clasificación por puntos
| Posición | Ciclista     | Equipo       | Puntos |
|          | Bandera de ? | Bandera de ? |        |
| 2°       | Bandera de ? | Bandera de ? |        |
| 3°       | Bandera de ? | Bandera de ? |        |

### Clasificación de la montaña
| Posición | Ciclista     | Equipo       | Puntos |
|          | Bandera de ? | Bandera de ? |        |
| 2°       | Bandera de ? | Bandera de ? |        |
| 3°       | Bandera de ? | Bandera de ? |        |

### Clasificación de los sprints
| Posición | Ciclista     | Equipo       | Puntos |
|          | Bandera de ? | Bandera de ? |        |
| 2°       | Bandera de ? | Bandera de ? |        |
| 3°       | Bandera de ? | Bandera de ? |        |

### Clasificación sub-23
| Posición | Ciclista     | Equipo       | Tiempo |
|          | Bandera de ? | Bandera de ? |        |
| 2°       | Bandera de ? | Bandera de ? |        |
| 3°       | Bandera de ? | Bandera de ? |        |

### Clasificación por equipos
| Posición | Equipo       | Tiempo |
|          | Selle Italia |        |
| 2°       | Bandera de ? |        |
| 3°       | Bandera de ? |        |